# Железничка станица Црвена Река
Железничка станица Црвена Река је  железничких станица која се налази у насељу Црвена Река на 38,4 км од Нишке железничке станице. Станица се налази на прузи Ниш—Димитровград која се налази на источном краку железничког коридора 10 кроз који пролази магистрална железничка пруга (Е-70) Ниш—Димитровград
По реду вожње новембра 2021.године током дана постоје три поласка за Белу Паланку и три према Нишу. Током реновирања пруге долази до измена реда вожње.